# Кітаров Олександр Сергійович
Олександр Сергійович Кітаров (18 червня 1987, м. Новополоцьк, СРСР) — білоруський хокеїст, нападник. Виступає за «Динамо» (Мінськ) у Континентальній хокейній лізі. 
Хокеєм займається з 1994 року, перший тренер — А.Н. Коробов. Вихованець хокейної школи «Хімік-СКА» (Новополоцьк). Виступав за команди «Хімік-СКА-2» (Новополоцьк), «Хімік-СКА» (Новополоцьк), «Юність» (Мінськ).
У складі національної збірної Білорусі провів 21 матч (1+4); учасник чемпіонатів світу 2011 і 2012 (12 матчів, 0+3). У складі молодіжної збірної Білорусі учасник чемпіонату світу 2006 (дивізіон I). У складі юніорської збірної Білорусі учасник чемпіонату світу 2005 (дивізіон I).
Досягнення
- Чемпіон Білорусі (2010, 2011)
- Володар Кубка Білорусі (2009, 2010)
- Володар Континентального кубка (2011).